# MNEK
MNEK, pseudonimo di Uzoechi Osisioma Emenike (Lewisham, 9 novembre 1994), è un cantautore e produttore discografico britannico.

## Biografia
Nato a Lewisham, MNEK ha iniziato a lavorare come produttore musicale nel 2011, avendo modo di collaborare con artisti come The Saturdays e The Wanted. Nel 2014 ottiene il suo primo successo commerciale interpretando il brano Ready for Love dei Gorgon City, posizionatosi 3º nella Official Singles Chart. Nel 2015 ottiene un notevole successo internazionale col singolo Never Forget You, realizzato con la cantante svedese Zara Larsson, che ha raggiunto la top five della hit parade britannica e la 13ª posizione della Billboard Hot 100, venendo così certificato rispettivamente due e tre volte disco di platino nei due territori con un totale di 4 200 000 copie vendute.
Negli anni successivi ha scritto canzoni per svariati artisti, tra cui Beyoncé, Becky Hill, Christina Aguilera, Leo Kalyan, le Little Mix, Shift K3Y, Ryan Ashley, Jax Jones e Brayton Bowman. La pubblicazione del suo primo album in studio Language, contenente i singoli Paradise, Tongue, Colour, Crazy World, Correct e Girlfriend, risale al 2018.
Nel 2020 gli è stata affidata la parte vocale del singolo di Joel Corry Head & Heart, che è divenuta la sua prima numero uno a livello nazionale, riscuotendo ampio successo anche globalmente per due anni di fila.
Nel 2022 il brano da lui prodotto Cardboard Box delle Flo è stato incluso nelle liste delle migliori canzoni dell'anno stilate da alcune delle testate giornalistiche più importanti, tra cui Billboard e The Guardian. Sempre nel 2022 è stato interprete del brano Where Did You Go? di Jax Jones, il suo quinto ingresso in top ten e una delle principali hit dell'intero anno nel Regno Unito.

## Discografia

### Album in studio
- 2018 – Language

### EP
- 2015 – Small Talk

### Singoli
- 2014 – Every Little Word
- 2014 – Wrote a Song About You
- 2015 – The Rhythm
- 2015 – Never Forget You (con Zara Larsson)
- 2016 – At Night (I Think About You)
- 2016 – Don't Stop Me Now
- 2017 – Paradise
- 2017 – Deeper (con Riton feat. House Gospel Choir)
- 2018 – Tongue
- 2018 – Colour (feat. Hailee Steinfeld)
- 2018 – Crazy World
- 2018 – Correct
- 2018 – Stopped Believing in Santa
- 2019 – Girlfriend
- 2019 – Valentino (con gli Years & Years)
- 2021 – Who You Are (con Craig David)
- 2022 – The Funk (con Tieks)
- 2022 – Damn (You've Got Me Saying) (con Galantis e David Guetta)
- 2023 – Radio (con Sigala)
- 2023 – 16 Again (con Paul Woolford e Lewis Thompson)

### Collaborazioni
- 2012 – Spoons (Rudimental feat. MNEK & Syron)
- 2013 – Baby (Rudimental feat. MNEK & Sinead Harnett)
- 2014 – Ready for Your Love (Gorgon City feat. MNEK)
- 2016 – Common Emotion (Rudimental feat. MNEK)
- 2016 – House Work (Jax Jones feat. Mike Dunn & MNEK)
- 2017 – Blinded by Your Grace, Pt. 2 (Stormzy feat. MNEK)
- 2019 – Bruised Not Broken (Matoma feat. MNEK & Kiana Ledé)
- 2019 – Through Enough (Remix) (VanJess feat. MNEK)
- 2020 – Head & Heart (Joel Corry feat. MNEK)
- 2022 – Where Did You Go? (Jax Jones feat. MNEK)
- 2022 – Taste So Good (The Cann Song) (Vincint feat. Hayley Kiyoko, MNEK and Kesha)
- 2022 – Diamond Life (Leo Kalyan feat MNEK)